# 小行星1268
小行星1268（1268 Libya）是一颗围绕太阳公转的小行星。1930年4月29日，西里爾·傑克遜在约翰内斯堡发现了此天体。
該小行星以非洲國家利比亞命名。
这颗小行星的绝对星等为124.0934444435157等。